# Holtzmann (Familienname)
Holtzmann ist ein deutscher Familienname.

## Namensträger

### Familienname
- Adelheid Holtzmann (1866–1925), deutsche Frauenrechtlerin und Politikerin; siehe: Adelheid Steinmann
- Adolf Holtzmann (1810–1870), deutscher Germanist und Indologe
- Adolf Holtzmann der Jüngere (1838–1914), deutscher Indologe
- Carl Holtzmann (1811–1865), deutscher Physiker
- Carl Alexander Holtzmann (1699–1784), Bürgermeister der Reichsstadt Speyer
- Carl Alexander Holtzmann (1759–1820), Bürgermeister von Speyer und Administrationsrat der Mainzer Republik
- Ernst Holtzmann (1902–1996), deutscher Landespolitiker (Hessen) (CDU)
- Eugen Holtzmann (1848–1901), deutscher Unternehmer und Politiker (NLP), MdR
- Friedrich Holtzmann (1876–1948), deutscher Arzt und Hygieniker
- Gustav Holtzmann († 1860), deutscher Architekt und Baubeamter
- Heinrich Holtzmann (1832–1910), deutscher protestantischer Theologe
- Karl Julius Holtzmann (1804–1877), evangelischer Theologe
- Oskar Holtzmann (1859–1934), evangelischer Theologe
- Petra Wiesner-Holtzmann (* 1956), deutsche Politikerin (CDU)
- Robert Holtzmann (1873–1946), deutscher Historiker
- Thomas Holtzmann (1927–2013), deutscher Schauspieler
- Walther Holtzmann (1891–1963), deutscher Diplomatiker und Historiker
- Wilhelm Holtzmann (1874–1911), deutscher Jurist

### Briefadel
- Ernst Friedrich von Holtzmann (1724–1759), preußischer Oberst der Artillerie und Erfinder
- Johann Heinrich von Holtzmann (1706–1776), preußischer Oberst der Artillerie und Autor

### Familien
Die Mehrzahl der bedeutenden Namensträger gehört zu den Nachkommen des Bürgermeisters Carl Alexander Holtzmann (1699–1784) in Speyer. Eine Verwandtschaft zur Familie des Bauunternehmers Philipp Holzmann besteht nicht.

## Namensvarianten
- Holtzman
- Holzmann (Familienname)
- Holzman
- (von) Xylander, graezisierter Humanistenname